# Kompasset
Kompasset	(Pyxis) er et stjernebillede på den sydlige himmelkugle.